# 蒲郡市立塩津小学校
蒲郡市立塩津小学校（がまごおりしりつ しおつしょうがっこう）は、愛知県蒲郡市竹谷町今御堂にある公立小学校。

## 概要
- 「塩小」（しおしょう）または「塩津小」（しおつしょう）とも呼ばれる。
- クラス数は20（うち適性学級1）。
- 卒業生は、蒲郡市立塩津中学校へ進学する。

## 沿革
- 1892年（明治25年）10月1日 - 創立。
- 1957年（昭和32年） - 鉄筋校舎完成
- 1976年（昭和51年） - 管理棟竣工。
- 1978年（昭和53年）2月28日 - 体育館竣工。
- 1984年（昭和59年）8月12日 - 「全日本小学校バンドフェスティバル」愛知県大会で吹奏楽部が金賞を受賞。
- 1989年（平成元年）2月10日 - パソコン学習室設置。
- 2004年（平成16年）4月1日 - 2学期制を導入。

## 校訓
強く 明るく たくましく

## 学校行事
- 入学式
- 春の遠足
- 運動会
- 球技指導会
- 修学旅行（6年）
- マラソン大会
- 競書会
- 卒業式

## 校区
- 蒲郡市竹谷町、西迫町、柏原町、拾石町、浜町全域
- 蒲郡市栄町、鹿島町の一部、

## 交通
- JR東海三河塩津駅より徒歩約2分
- 名鉄蒲郡競艇場前駅より徒歩約2分